# 草甸龙胆
草甸龙胆（学名：Gentiana praticola）是龙胆科龙胆属的植物，为中国的特有植物。分布于中国大陆的贵州、四川、云南等地，生长于海拔1,200米至3,200米的地区，常生长在干山坡、山坡草地、山谷草地、荒山坡及林下。